# Second Beach
Second Beach är en strand i Kanada.   Den ligger i provinsen British Columbia, i den sydvästra delen av landet, 3 500 km väster om huvudstaden Ottawa. Second Beach ligger vid sjön Lost Lagoon.
Runt Second Beach är det mycket tätbefolkat, med 4 842 invånare per kvadratkilometer.